# Áreas Históricas de Baekje
As Áreas Históricas de Baekje na Coreia do Sul foram declaradas Patrimônio Mundial da UNESCO em 2015. As áreas históricas incluem:
- Fortaleza Gongsanseong de Gongju (공주 공산성)
- Tumbas reais em Songsan-ri
- Fortaleza Busosanseong de Buyeo (부소산성) e edifícios administrativos de Gwanbuk-ri
- Muralhas da cidade de Naseong em Sabi
- Wanggung-ri e o Templo Mireuksa em Iksan

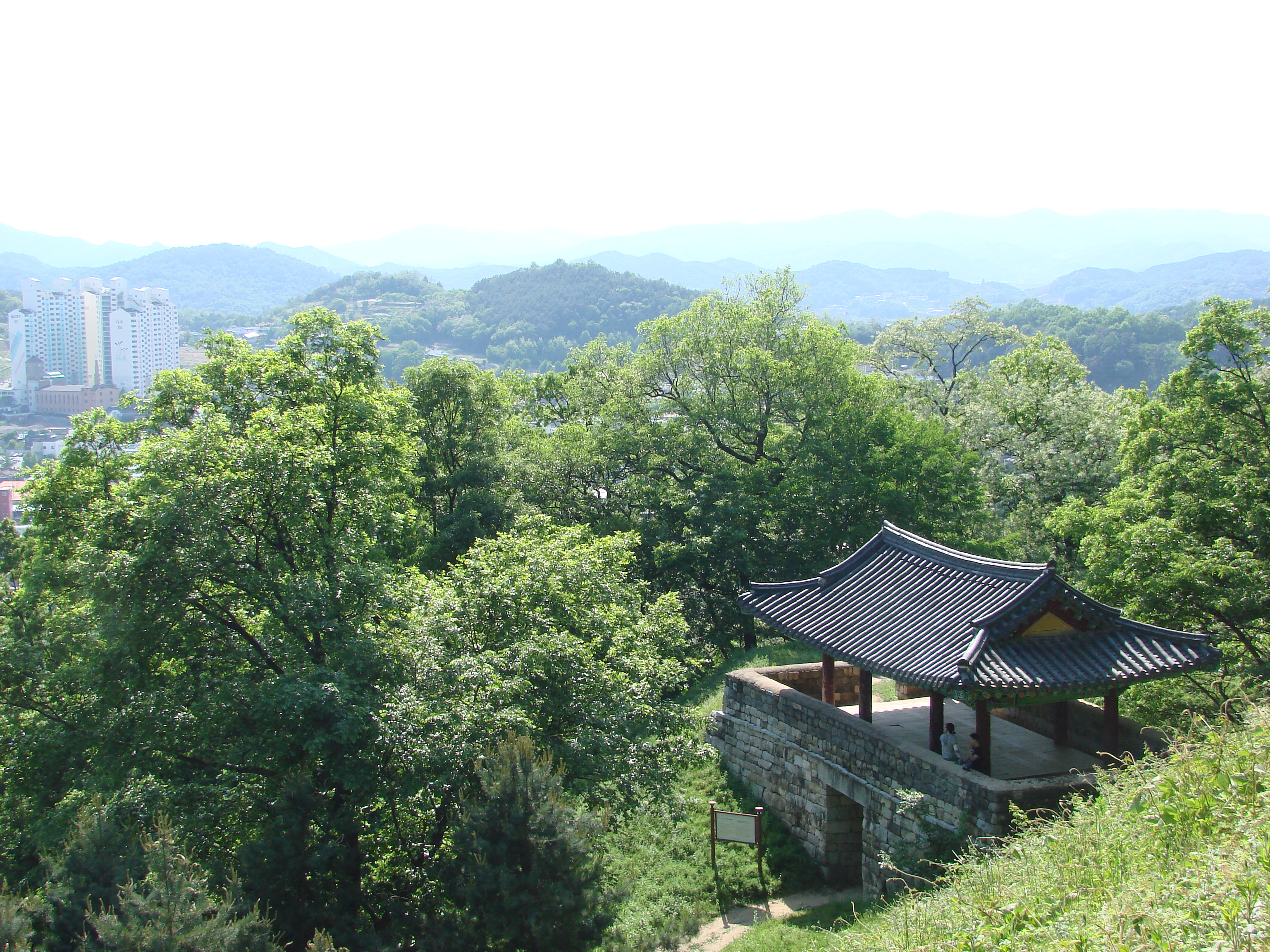
Fortaleza Gongsangeong de Gongju
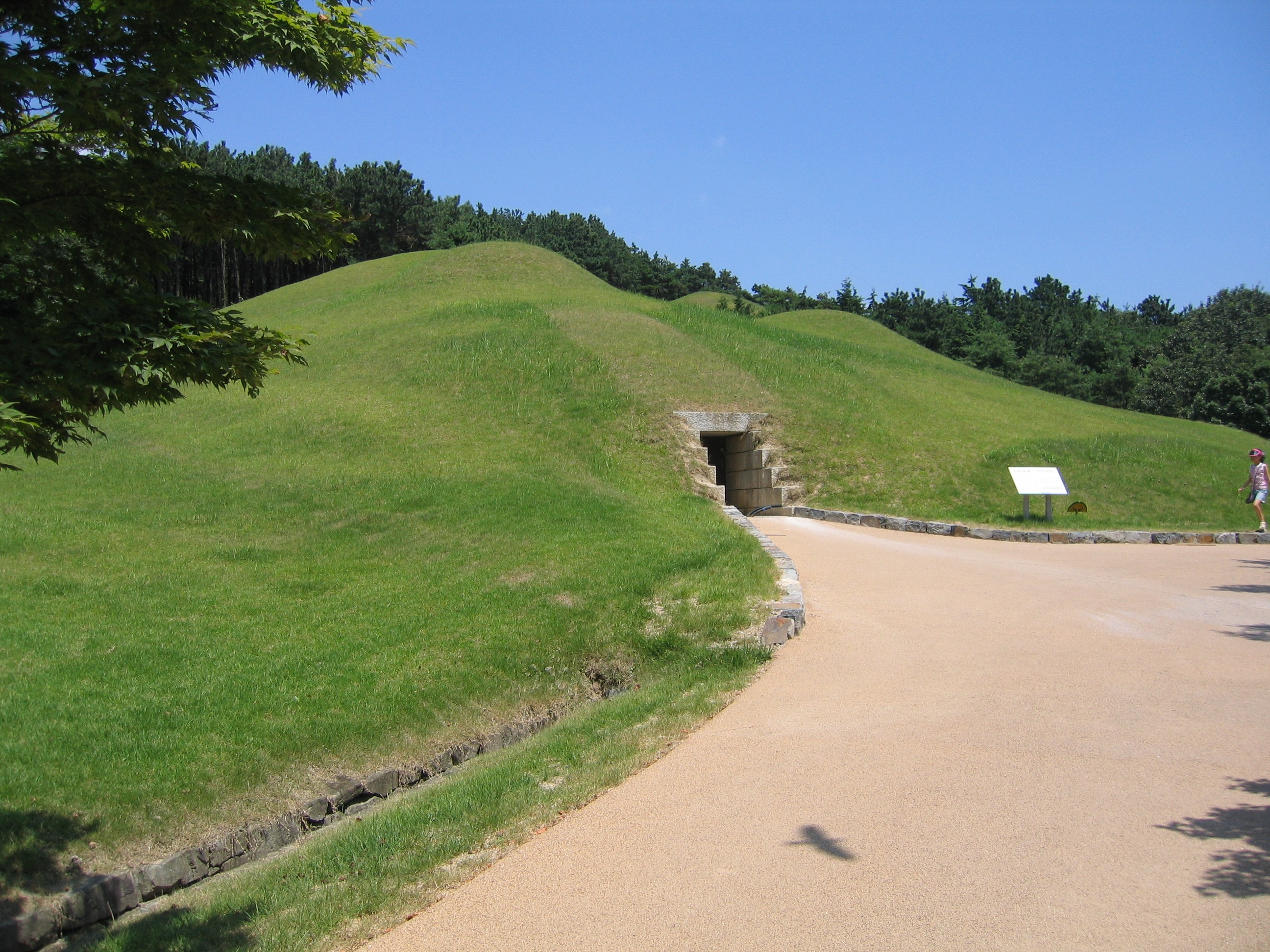
Tumba do Rei Muryeong, uma tumba real em Songsan-ri
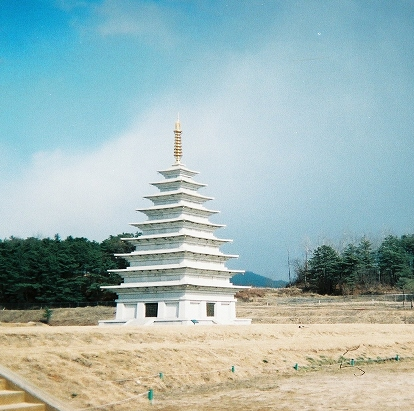
Pagode reconstruído de Mireuksa